# Josef Krämer
Josef Krämer, född 30 januari 1904 i Heiderjansfeld, Kürten, död 25 december 1980 i Köln, var en tysk nazistisk politiker. Under andra världskriget var han från 1942 till 1943 Kreishauptmann (högste ämbetsman) i Kreis Łowicz i distriktet Warschau i Generalguvernementet. Från den 1 maj 1943 var Krämer Stadthauptmann i Krakau som var Generalguvernementet huvudstad.